# درونفیلد
longitudeدرونفیلدlatitudeدرونفیلد
درونفیلد (به انگلیسی: Dronfield) یک شهرک در بریتانیا است که در انگلستان واقع شده‌است.

## خصوصیات
درونفیلد ۲۱٬۳۳۰ نفر جمعیت دارد.

## خواهرخوانده
شهر زیندلفینگن خواهرخواندهٔ درونفیلد هست.

## نگارخانه

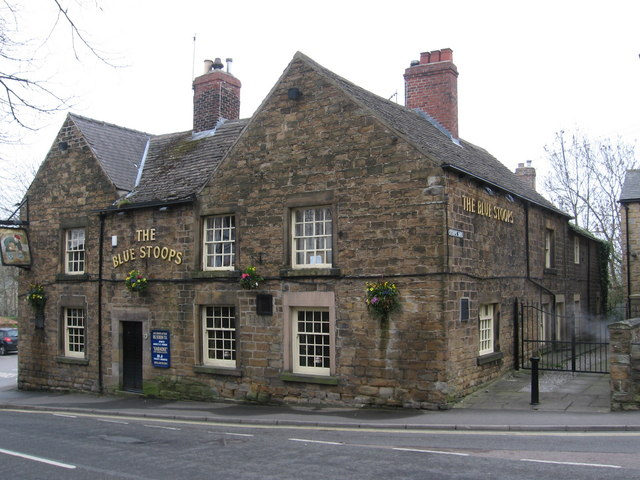
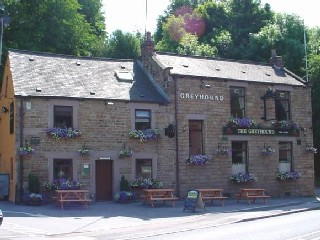
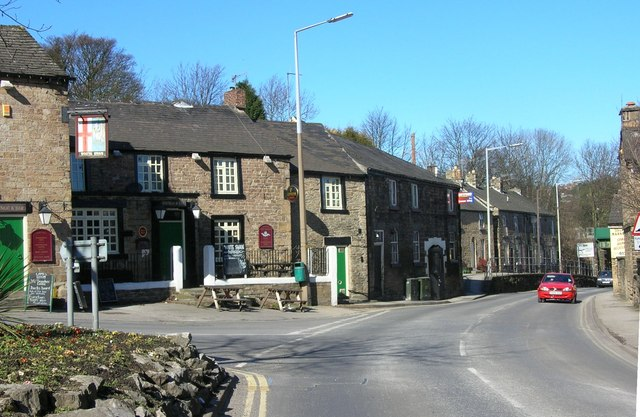